# 岬リサ
岬 リサ（みさき りさ、1986年11月11日 - ）は、日本のAV女優。TPJ所属。

## 人物
- 2006年度「CanCam」モデルのオーディションに最終選考まで残った。
- 趣味・特技は旅行、テニス、バスケットボール

## 略歴
- 2006年に熊田夏樹名義でAVデビュー。
- 2007年岬リサに改名し、『Ca●Cam×ギリギリモザイク Ca●Cam専属モデル選考オーディション出場 最終選考まで通過しました。（2006年度）』でエスワン専属女優として再デビュー。

## 作品

### アダルトビデオ

#### 熊田夏樹名義
2006年
- Virgin Love（4月30日、宇宙企画）
- Pretty Kiss（5月19日、宇宙企画）
- Venus Style（6月16日、宇宙企画）
- ソープの女神さま（7月28日、宇宙企画）
- あぶない!夏樹先生（8月18日、宇宙企画）
- 猥褻MAX（9月29日、宇宙企画）
- PURE BODY×LINGERIE（10月27日（レンタル）／2006年11月24日（セル）、笠倉出版社）
- 猥褻モデル（11月24日（レンタル）／2007年1月26日（セル）、笠倉出版社）
- MaxCafeへようこそ!（12月22日、マックス・エー）

2007年
- Maison deフードル（1月30日（レンタル）／3月23日（セル）、笠倉出版社）
- MAX GIRLS 花びら大回転（2月16日、マックス・エー）…オムニバス形式作品、他出演:みひろ、天海麗、吉崎直緒、渚
- ラブコール。（2月28日、マックス・エー）
- コスプレでいこう！（3月24日（レンタル）／4月27日（セル）、VIP）
- 熊田夏樹のかんなりハード（4月23日（レンタル）／5月25日（セル）、VIP）

#### 岬リサ名義
2007年
- Ca●Cam×ギリギリモザイク Ca●Cam専属モデル選考オーディション出場 最終選考まで通過しました。（2006年度）（10月7日 エスワン）
- Ca●Cam×ギリギリモザイク Ca●Cam専属モデル最終選考まで進出 ネットリ濃厚セックス（11月7日 エスワン）
- Ca●Cam×ギリギリモザイク Ca●Cam専属モデル最終選考まで進出 6つのコスチュームでパコパコ!（12月7日 エスワン）

2008年
- Ca●Cam×ギリギリモザイク Ca●Cam専属モデル最終選考まで進出 無限絶頂!激イカセFUCK （1月7日 エスワン）
- Ca●Cam×ギリギリモザイク バコバコ乱交（2月7日 エスワン）
- ギリギリモザイク ハーレム大乱交（3月7日 エスワン）…共演:仲村知夏、夏川亜咲
- ギリギリモザイク 絶頂!イキまくり潮吹きFUCK（4月7日 エスワン）
- ギリギリモザイク 止まらない失禁（5月7日 エスワン）
- DIGITAL CHANNEL（6月1日 アイデアポケット）
- リサ先生の誘惑授業（7月1日 アイデアポケット）
- Spermania VOL.21（8月1日 アイデアポケット）
- BLACK FUCK（9月1日 アイデアポケット）
- FELLATIO FESTIVAL 11（9月1日、アイデアポケット）…オムニバス形式作品 他出演:夏川るい、小泉いずみ、長谷部あや、佐田あゆみ、松下怜、北川結衣、上原優、綾瀬みさ、稲森あずみ、東野愛鈴、姫野りむ、星野梨緒、中居みゆ
- HyperIdeaPocket 究極の尻フェチマニアックス （10月1日、アイデアポケット）
- 働オンナ Vol.28（11月21日、プレステージ）
- 高級ソープよりもすごい 極上ウラ風俗03（12月19日、プレステージ）

2009年
- アメスク 18（1月23日、プレステージ）
- 美脚スチュワーデス（2月7日、BeFree）
- スチュワーデスの休日（3月7日、BeFree）
- Working-Lady 11（4月10日、ラストラス）…他出演:Chika、Rui
- 美人秘書 奪われた微笑み（5月7日、アタッカーズ）…共演:鈴木杏里
- 真性中出し（5月13日、MOODYZ）
- 人妻凌辱調教 踏み躙られた愛 夫を助けたかっただけなのに… （6月7日、アタッカーズ）

### テレビドラマ
- Xenos （2007年、テレビ東京） 熊田夏樹名義

## 写真集
熊田夏樹 名義
- STYLE EX（2006年7月、彩文館出版、撮影：郡司大地）ISBN 978-4775601372